# RAID
A RAID (angolul Redundant Array of Inexpensive Disks vagy Redundant Array of Independent Disks) tárolási technológia, mely segítségével az adatok elosztása vagy replikálása több fizikailag független merevlemezen, egy logikai lemez létrehozásával lehetséges. Minden RAID szint alapjában véve vagy az adatbiztonság növelését vagy az adatátviteli sebesség növelését szolgálja.

## Története
A RAID koncepció megközelítőleg 1987-ben született meg. A Kaliforniai Egyetem számítástudományi tanszéke (University of California, Berkeley) ekkor dolgozta ki a RAID rendszert, melynek első célkitűzései csupán a két vagy több merevlemez összekapcsolása oly módon, hogy az a számítógép számára egy darab logikai meghajtónak látszódjon (RAID 0), majd ezt követően fejlesztések során 1-től 5-ig határoztak meg különböző szinteket (RAID levels), amelyek mind más és más elven valósítják meg az összekapcsolást, olyan szempontokat figyelembe véve, mint a nagyobb kapacitás, nagyobb biztonság, illetve nagyobb sebesség elérése. Akkoriban még az Inexpensive (olcsó) szót használták a rövidítésben, mára inkább az Independent (független) szerepel a mozaikszóban.

## RAID szintek
A RAID-ben eredetileg 5 szintet definiáltak (RAID 1-től RAID 5-ig). Az egyes szintek nem a fejlődési, illetve minőségi sorrendet tükrözik, hanem egyszerűen a különböző megoldásokat. A kezdeti 5 szinthez később hozzávették a RAID 6-ot. RAID 0 jelöli azt a változatot, ahol a lemezeket összefűzzük, azaz redundancia nélkül kapcsoljuk össze. Ezeken kívül használják még több RAID tömb egymásra építését is, a legelterjedtebb a RAID 10 (vagy RAID 1+0), RAID 01 (vagy RAID 0+1), illetve a RAID 50 (vagy RAID 5+0). A RAID alapötlete a lemezegységek csíkokra (stripes) bontása. Ezek a csíkok azonban nem azonosak a lemez fizikai sávjaival (tracks), amit az angol és magyar elnevezés különbözősége is jelez.

### RAID 0 (összefűzés vagy csíkozás)

RAID Level 0

A RAID 0 az egyes lemezek egyszerű összefűzését jelenti, viszont semmilyen redundanciát nem ad, így nem biztosít hibatűrést, azaz egyetlen meghajtó meghibásodása az egész tömb hibáját okozza. Mind az írási, mind az olvasási műveletek párhuzamosítva történnek, ideális esetben a sebesség az egyes lemezek sebességének összege lesz, így a módszer a RAID szintek közül a legjobb teljesítményt nyújtja (a többi módszernél a redundancia kezelése lassítja a rendszert). A megoldás lehetővé teszi különböző kapacitású lemezek összekapcsolását is, viszont a nagyobb kapacitású lemezeken is csak a tömb legkisebb kapacitású lemezének méretét lehet használni (tehát egy 1 TB és egy 750 GB méretű lemez összefűzésekor mindössze egy 1500 GB-os logikai meghajtót fogunk kapni, az 1 TB-os lemezen 250 GB szabad terület marad, amit más célokra természetesen felhasználhatunk).
A RAID 0 főleg olyan helyeken alkalmazható, ahol nem szempont az adatbiztonság vagy kevés merevlemez csatolható fel az operációs rendszer korlátozása miatt. (Például a régebbi Microsoft Windows rendszerek esetében összesen 26 meghajtó betűjelet tesznek elérhetővé, ezzel 24 eszközre korlátozva a partíciók számát. Az újabb rendszerek, mint a Windows 2000 Professional és az ezt követő Windowsok, valamint a Unix rendszerek lehetőséget adnak a partíciók könyvtárként való felcsatolására.) A másik pozitív tulajdonsága viszont továbbra is csábító lehet olyan, kifejezetten csak játékra épített rendszereknél, ahol ezzel tetemes teljesítménynövekedést érhetünk el. Ilyen célú alkalmazásra mégsem túl ajánlott, mivel az egyszer már összekapcsolt diszkek különálló alkalmazása csak újraszervezés után, a teljes adattartalom eltávolításával és újraformázással lehetséges.
A RAID 0 legfontosabb paraméterei
- olvasás: nincs overhead (elemszám × olvasási sebesség)
- írás: nincs overhead (elemszám × írási sebesség)
- tárolókapacitás: egyenesen arányos (elemszám × tárolókapacitás)
- meghibásodási tolerancia: nincs

### RAID 1 (tükrözés)

RAID Level 1

A RAID 1 eljárás alapja az adatok tükrözése (disk mirroring), azaz az információk egyidejű tárolása a tömb minden elemén. A kapott logikai lemez a tömb legkisebb elemével lesz egyenlő méretű. Az adatok olvasása párhuzamosan történik a diszkekről, felgyorsítván az olvasás sebességét; az írás normál sebességgel, párhuzamosan történik a meghajtókon. Az eljárás igen jó hibavédelmet biztosít, bármely meghajtó meghibásodása esetén folytatódhat a működés. A RAID 1 önmagában nem használja a csíkokra bontás módszerét.
A RAID 1 legfontosabb paraméterei
- olvasás: nincs overhead (elemszám × olvasási sebesség)
- írás: overhead - a tükrözés kétszer annyi írási művelettel jár (elemszám × írási sebesség / 2)
- tárolókapacitás: a tükrözött elemek fele (elemszám × tárolókapacitás / 2)
- meghibásodási tolerancia: (elemek száma - 1) elem

### RAID 2

RAID Level 2

A RAID 2 használja a csíkokra bontás módszerét, emellett egyes meghajtókat hibajavító kód (ECC: Error Correcting Code) tárolására tartanak fenn. A hibajavító kód lényege, hogy az adatbitekből valamilyen matematikai művelet segítségével redundáns biteket képeznek. A használt eljárástól függően a kapott kód akár több bithiba észlelésére, illetve javítására alkalmas (utóbbi persze több redundanciát igényel). A védelem ára a megnövekedett adatmennyiség. Ezen meghajtók egy-egy csíkjában a különböző lemezeken azonos pozícióban elhelyezkedő csíkokból képzett hibajavító kódot tárolnak. A módszer esetleges lemezhiba esetén képes annak detektálására, illetve kijavítására. Manapság nem használják, mivel a SCSI meghajtókban már minden egyes szektorban az adott szektorhoz tartozó ECC is eltárolódik.

### RAID 3

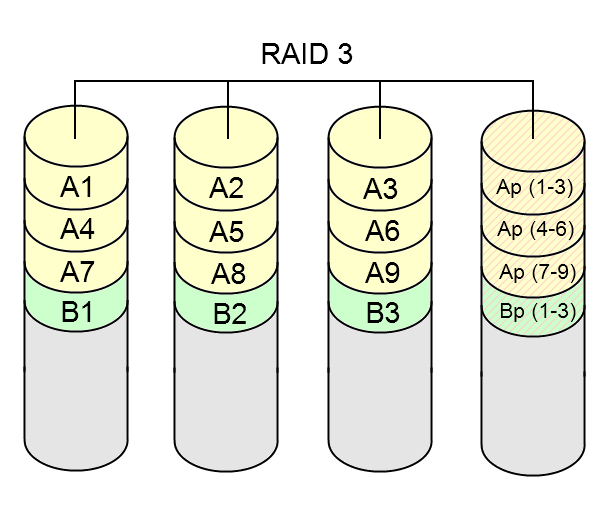
RAID Level 3

A RAID 3 felépítése hasonlít a RAID 2-re, viszont nem a teljes hibajavító kód, hanem csak egy lemeznyi paritásinformáció tárolódik. Egy adott paritáscsík a különböző lemezeken azonos pozícióban elhelyezkedő csíkokból XOR művelet segítségével kapható meg. A rendszerben egy meghajtó kiesése nem okoz problémát, mivel a rajta lévő információ a többi meghajtó (a paritást tároló meghajtót is beleértve) XOR-aként megkapható. Az alapvető különbség a RAID 2-ben alkalmazott hibajavító kóddal szemben, hogy itt feltesszük, hogy a meghajtó meghibásodását valamilyen módon (például többszöri sikertelen olvasás hatására) észleljük, majd a meghibásodott diszken lévő információt a többi diszken lévő adatok segítségével állítjuk elő. A RAID 3 a diszkhibák ellen is védelmet nyújt, például egyes bájtok megsérülése esetén. (Vegyük észre, hogy csak az XOR-os paritásbit technikát használva az egyik meghajtón egy adott bájt megsérülése esetén csak azt vennénk észre, hogy a különböző meghajtókon az azonos csíkba tartozó részek XOR-a nem nullát adna, de nem tudnánk sem azt, hogy melyik meghajtón van a hiba, sem azt, hogy hogyan javítsuk ki. Ezért van szükség a szektoronkénti hibajavító kód alkalmazására.)
A RAID 3-nál kisméretű csíkokat definiálnak, így az egyes fájlok olvasása és írása párhuzamosan történhet az egyes meghajtókon, viszont a módszer nem támogatja egyszerre több kérés párhuzamos kiszolgálását (single-user mode). (Természetesen a paritáscsíkot minden egyes íráskor módosítani kell, amihez szükséges a korábbi tartalom kiolvasása. Viszont például fájltranszfer esetén, pont a kisméretű csíkok miatt, az azonos pozícióban lévő csíkokat általában az összes diszken felülírják, így ez esetben a probléma kevésbé jelentkezik.)

### RAID 4

RAID Level 4

A RAID 4 felépítése a RAID 3-mal megegyezik. Az egyetlen különbség, hogy itt nagyméretű csíkokat definiálnak, így egy rekord egy meghajtón helyezkedik el, lehetővé téve egyszerre több (különböző meghajtókon elhelyezkedő) rekord párhuzamos írását, illetve olvasását (multi-user mode). Problémát okoz viszont, hogy a paritás-meghajtó adott csíkját minden egyes íráskor frissíteni kell (plusz egy olvasás és írás), aminek következtében párhuzamos íráskor a paritásmeghajtó a rendszer szűk keresztmetszetévé válik. Ezenkívül valamely meghajtó kiesése esetén a rendszer olvasási teljesítménye is lecsökken, a paritás-meghajtó jelentette szűk keresztmetszet miatt.

### RAID 5

RAID Level 5

A RAID 5 a paritás információt nem egy kitüntetett meghajtón, hanem „körbeforgó paritás” (rotating parity) használatával, egyenletesen az összes meghajtón elosztva tárolja, kiküszöbölvén a paritás-meghajtó jelentette szűk keresztmetszetet. Minimális meghajtószám: 3, de az írási sebesség csökkenésének elkerülése érdekében 4 elemnél kevesebb nem ajánlott. Mind az írási, mind az olvasási műveletek párhuzamosan végezhetőek. Egy meghajtó meghibásodása esetén az adatok sértetlenül visszaolvashatóak, a hibás meghajtó adatait a vezérlő a többi meghajtóról ki tudja számolni. A csíkméret változtatható; kis méretű csíkok esetén a RAID 3-hoz hasonló működést, míg nagy méretű csíkok alkalmazása esetén a RAID 4-hez hasonló működést kapunk. A hibás meghajtót ajánlott azonnal cserélni, mert két meghajtó meghibásodása esetén az adatok elvesznek!
Az írási sebességnél fontos figyelembe venni a paritás adatok előállítására szükséges számítási kapacitás igényt! Szoftveres megoldásnál ez jelentős processzorterhelést, illetve az írási sebesség csökkenését eredményezheti, ezért ajánlott a hardveres megoldás, ahol a célhardver látja el ezeket a feladatokat.
A RAID 5 vezérlők a hibás meghajtó helyére betett új, üres meghajtót automatikusan fel tudják tölteni az eredeti adatokkal.
A hibás meghajtó egy-egy blokkját a következőképpen lehet visszaolvasni: Ah=(Aj1 XOR Aj2) XOR Aj3, ahol Ah: a fizikailag hibás meghajtó része és Aj1, Aj2, Aj3: a jó meghajtó része.
A tömb egyetlen meghajtójáról nem állítható vissza a teljes adattartalom, viszont egy-egy adatblokknyi igen. Mivel akár ez is tartalmazhat értékes információt, így a már nem használt vagy hibás adathordozót érdemes megsemmisíttetni.
A RAID 5 legfontosabb paraméterei
- olvasás: nincs overhead (elemszám × olvasási sebesség)
- írás: jelentős overhead - adat olvasása, paritás olvasása, adat írása, paritás írása (elemszám × írási sebesség / 4)
- tárolókapacitás: az elosztott paritás miatt kiesik 1 elem (elemszám-1 × tárolókapacitás)
- meghibásodási tolerancia: 1 elem

### RAID 6

RAID Level 6

A RAID 6 tekinthető a RAID 5 kibővítésének. Itt nemcsak soronként, hanem oszloponként is kiszámítják a paritást. A módszer segítségével kétszeres meghajtómeghibásodás is kiküszöbölhetővé válik. A paritáscsíkokat itt is az egyes meghajtók között, egyenletesen elosztva tárolják, de ezek természetesen kétszer annyi helyet foglalnak el, mint a RAID 5 esetében, valamint még nagyobb az írási műveletek overheadje. Ennek ellenére, nagy elemszám esetén a RAID 6 lényegesen biztonságosabb alternatívája a RAID 5-nek, valamint arányaiban kevesebb tárkapacitás veszteséggel jár.
Egy RAID 6 tömb legalább 4 elemből kell álljon, de az írási sebesség csökkenésének elkerülése érdekében 6 elemnél kevesebb nem ajánlott.
A RAID 6 legfontosabb paraméterei
- olvasás: nincs overhead (elemszám × olvasási sebesség)
- írás: jelentős overhead - adat olvasása, vízszintes paritás olvasása, függőleges paritás olvasása, adat írása, vízszintes paritás írása, függőleges paritás írása, (elemszám × írási sebesség / 6)
- tárolókapacitás: a kétféle elosztott paritás miatt kiesik 2 elem (elemszám-2 × tárolókapacitás)
- meghibásodási tolerancia: 2 elem

### RAID 7
Ez a szint valós idejű beágyazott operációs rendszert és processzort tartalmaz a továbbfejlesztett adatolvasás-írásra, valamint I/O-műveletek és adatok gyorsítótárazásához.

### RAID 0+1 vagy RAID 01

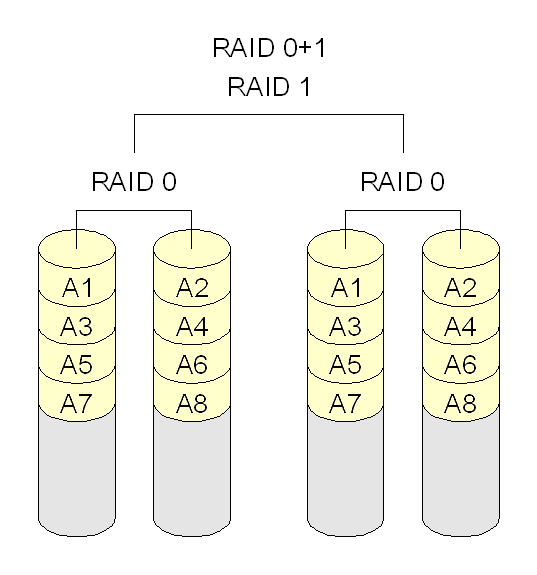
RAID Level 0+1

Ez egy olyan hibrid megoldás, amelyben a RAID 0 által hordozott sebességet a RAID 1-et jellemző biztonsággal ötvözhetjük. Hátránya, hogy minimálisan 4 eszközre van szükségünk, melyekből 1-1-et összefűzve, majd páronként tükrözve építhetjük fel a tömbünket, ezért a teljes kinyerhető kapacitásnak mindössze a felét tudjuk használni. Mivel a tükrözés (RAID 1) a két összefűzött (RAID 0) tömbre épül, ezért egy lemez meghibásodása esetén az egyik összefűzött tömb mindenképp kiesik, így a tükrözés is megszűnik. Fontos megjegyeznünk, hogy ez a megoldás legalább négy darab merevlemezt igényel.

### RAID 1+0 vagy RAID 10

RAID Level 1+0

Hasonlít a RAID 01 megoldáshoz, annyi különbséggel, hogy itt a lemezeket először tükrözzük, majd a kapott tömböket fűzzük össze. Ez biztonság szempontjából jobb megoldás, mint a RAID 01, mivel egy diszk kiesése csak az adott tükrözött tömböt érinti, a rá épült RAID 0-t nem; sebességben pedig megegyezik vele.
Hátránya, hogy legalább 4 adathordozóra van szükség, ahol 1-1 tükrözött adathordozó kerül összefűzésre, ezért az egyes adathordozók összes tárkapacitásának mindössze a fele felhasználható a tömbben. Előnye azonban az összefűzésből fakadó írási sebesség növekedés, valamint egy sajátos, több elemre is kiterjedő redundancia.
A RAID 10 legfontosabb paraméterei
- olvasás: nincs overhead (elemszám × olvasási sebesség)
- írás: overhead - a tükrözés kétszer annyi írási művelettel jár (elemszám × írási sebesség / 2)
- tárolókapacitás: a tükrözött elemek fele (elemszám × tárolókapacitás / 2)
- meghibásodási tolerancia: legalább 1 elem, de legfeljebb a tömb elemszámának fele (amennyiben kizárólag független kettőzött elemek hibásodnak meg)

## Használat
Az ismertetett RAID technikák közül a RAID 0-t, RAID 1-et és RAID 5-öt használják elterjedten, illetve az ezek kombinációjaként megvalósított RAID 10-et és RAID 50-et. A RAID 2-t a már korábban említett okok, míg a RAID 3-at és RAID 4-et a paritásmeghajtó jelentette szűk keresztmetszet miatt nem alkalmazzák. A RAID 6 megvalósítása túl sok többletköltséget jelent, illetve az általa nyújtott többlet biztonság csak speciális alkalmazások esetében szükséges, ezért használata nem terjedt el.

### Leggyakrabb használt RAID szintek paramétereinek összehasonlítása
Az alábbi táblázat összesíti a legelterjedtebb RAID megvalósítások jellemzőit, amelyek a fent vázolt adattárolási módjaikból fakadnak:
| RAID megvalósítások összehasonlítása              | RAID megvalósítások összehasonlítása | RAID megvalósítások összehasonlítása | RAID megvalósítások összehasonlítása | RAID megvalósítások összehasonlítása | RAID megvalósítások összehasonlítása |
| (ahol N a tömb elemeinek száma)                   | RAID 0                               | RAID 1                               | RAID 5                               | RAID 6                               | RAID 10                              |
| ------------------------------------------------- | ------------------------------------ | ------------------------------------ | ------------------------------------ | ------------------------------------ | ------------------------------------ |
| a tömb olvasási arányszáma                        | N                                    | N                                    | N                                    | N                                    | N                                    |
| a tömb írási arányszáma                           | N                                    | N/2                                  | N/4                                  | N/6                                  | N/2                                  |
| a tömb használható tárolókapacitásának arányszáma | N                                    | N/2                                  | N-1                                  | N-2                                  | N/2                                  |
| adathordozó meghibásodási tolerancia              | nincs                                | 1                                    | 1                                    | 2                                    | min.1, max. N/2                      |

A táblázat alapján tehát ahhoz, hogy írási sebesség növekedést érjünk el egy RAID 5 tömb esetén, legalább 5 adathordozóra van szükség – azonban a növekedés még így is csak az egyes adathordozók írási sebességének 5/4-e lesz. Kétszeres írási sebesség eléréséhez 8 elemű, háromszoroshoz pedig 12 elemű RAID 5 tömbre van szükség. Ugyanehhez egy RAID 10 tömb esetén kétszeres írási sebesség eléréséhez 4 elemű, háromszoroshoz pedig 6 elemű RAID 10 tömbre van szükség. Az írási sebességért és adatbiztonságért cserébe azonban RAID 10 esetén feleződik az összes tárolókapacitás.
- RAID szintek írási sebességének alakulása az elemszám függvényében
- RAID szintek tárkapacitásának alakulása az elemszám függvényében

## Megvalósítás
A RAID rendszerek megvalósítása történhet szoftver, illetve hardver támogatással. Szoftveres megvalósítás esetén vagy az operációs rendszer nyújt támogatást, vagy speciális driver programot használnak. A megvalósítás előnye, hogy nem igényel külön költséges hardver komponenseket, viszont hátránya, hogy a központi memóriát, illetve a CPU-t terheli, lerontván az egész rendszer teljesítményét. Hardveres megvalósítás esetén a szükséges feldolgozást a RAID vezérlő valósítja meg, ezáltal az operációs rendszer teljesítménye nem csökken le. A kezelés bonyolultsága miatt a RAID 5-öt a gyakorlatban csak hardver támogatással valósítják meg.
A Linux kernel támogatja a raid5 és raid6 szoftveres megvalósítását is.
A RAID tömbök mindig nagyobb valószínűséggel hibásodnak meg, mintha az azt alkotó lemezek valamelyikét használnánk, azonban míg az szólólemezek meghibásodása a cég üzemmenetét megakasztja addig (RAID 0 kivételével) a cég tovább üzemelhet a hiba kijavításáig.

### Példák RAID megvalósításokra
Vegyük az alábbi hardver erőforrásokat:
Az adathordozó elemek: Samsung 850 EVO SATA SSD
- névleges tárolókapacitás:  2 TB
- maximális szekvenciális olvasási sebesség: 540 MB/s
- maximális szekvenciális írási sebesség: 520 MB/s

12 elemű RAID esetén az alábbi módon alakulnak az egyes tömb fajták tulajdonságai:
| 12 darab 2 TB SSD esetén                  | RAID 0          | RAID 5          | RAID 6          | RAID 10         |
| ----------------------------------------- | --------------- | --------------- | --------------- | --------------- |
| maximális szekvenciális olvasási sebesség | 6480 MB/s (12×) | 6480 MB/s (12×) | 6480 MB/s (12×) | 6480 MB/s (12×) |
| maximális szekvenciális írási sebesség    | 6240 MB/s (12×) | 1560 MB/s (3×)  | 1040 MB/s (2×)  | 3120 MB/s (6×)  |
| tárolókapacitás                           | 24 TB (12×)     | 22 TB (11×)     | 20 TB (10×)     | 12 TB (6×)      |
| adathordozó meghibásodási tolerancia      | nincs           | 1 db            | 2 db            | min.1 max. 6 db |

Ugyanez 6 elem esetén:
| 6 darab 2 TB SSD esetén                   | RAID 0         | RAID 5          | RAID 6         | RAID 10         |
| ----------------------------------------- | -------------- | --------------- | -------------- | --------------- |
| maximális szekvenciális olvasási sebesség | 3240 MB/s (6×) | 3240 MB/s (6×)  | 3240 MB/s (6×) | 3240 MB/s (6×)  |
| maximális szekvenciális írási sebesség    | 3120 MB/s (6×) | 780 MB/s (1,5×) | 520 MB/s (1×)  | 1560 MB/s (3×)  |
| tárolókapacitás                           | 12 TB (6×)     | 10 TB (5×)      | 8 TB (4×)      | 6 TB (3×)       |
| adathordozó meghibásodási tolerancia      | nincs          | 1 db            | 2 db           | min.1 max. 3 db |

Ugyanez 4 elem esetén:
| 4 darab 2 TB SSD esetén                   | RAID 0         | RAID 5         | RAID 6          | RAID 10         |
| ----------------------------------------- | -------------- | -------------- | --------------- | --------------- |
| maximális szekvenciális olvasási sebesség | 2160 MB/s (4×) | 2160 MB/s (4×) | 2160 MB/s (4×)  | 2160 MB/s (4×)  |
| maximális szekvenciális írási sebesség    | 2080 MB/s (4×) | 520 MB/s (1×)  | 346,6 MB/s (⅔×) | 1040 MB/s (2×)  |
| tárolókapacitás                           | 8 TB (4×)      | 6 TB (3×)      | 4 TB (2×)       | 4 TB (2×)       |
| adathordozó meghibásodási tolerancia      | nincs          | 1 db           | 2 db            | min.1 max. 2 db |